# Ebrechtella tricuspidata concolor
Ebrechtella tricuspidata là một phân loài nhện trong họ Thomisidae.
Loài này thuộc chi Ebrechtella. Ebrechtella tricuspidata concolor được Lodovico di Caporiacco miêu tả năm 1935.

## Hình ảnh

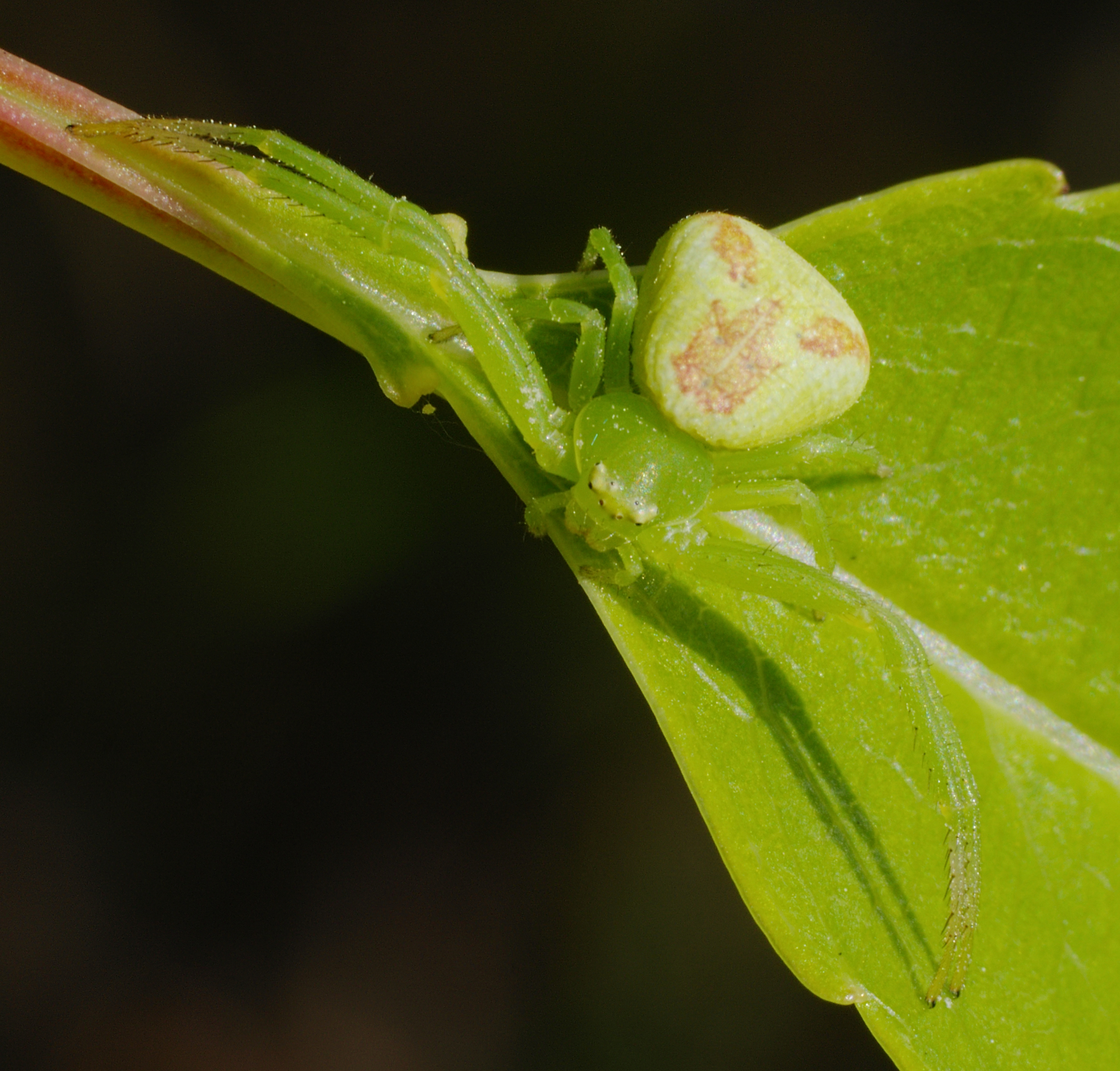
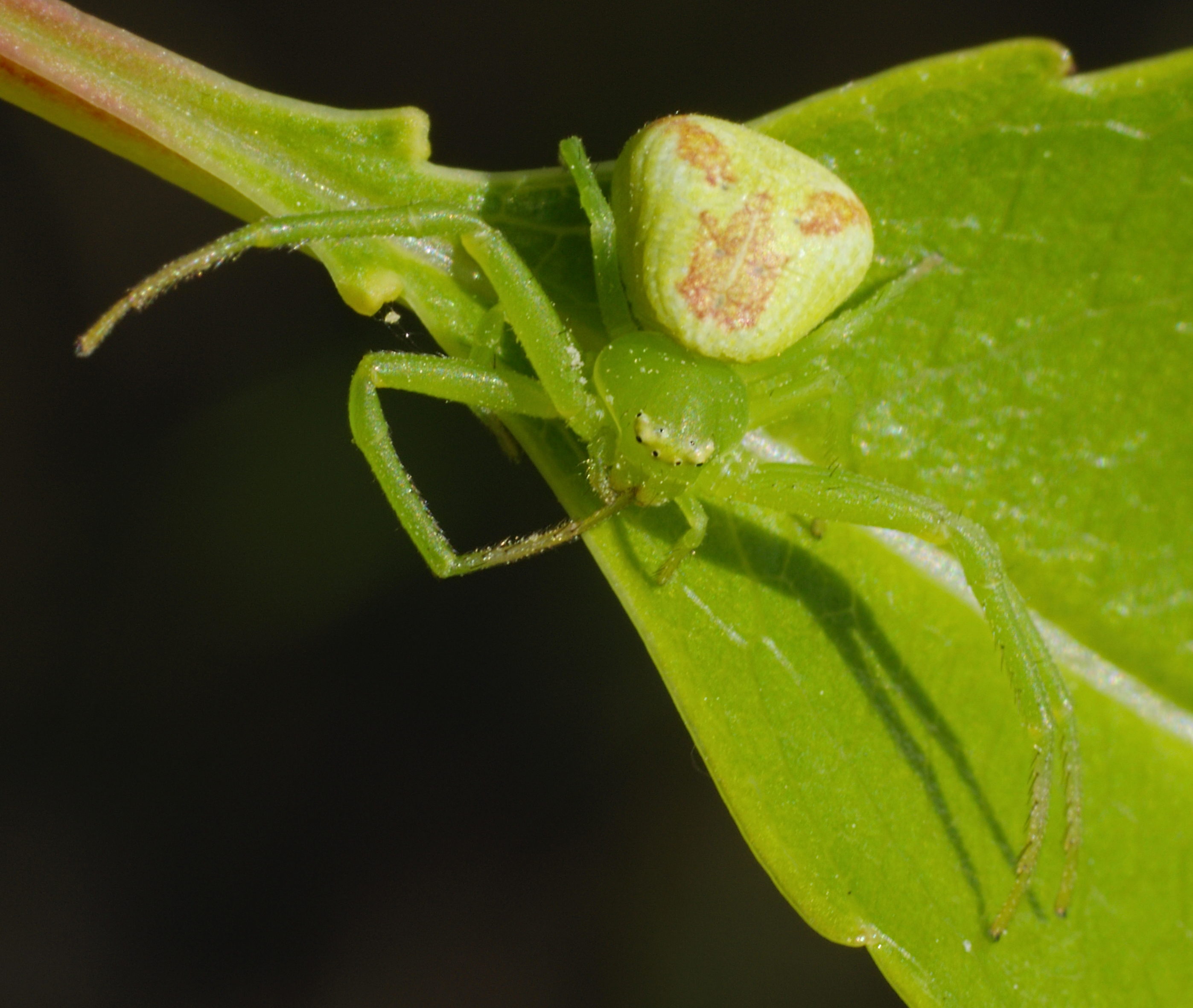
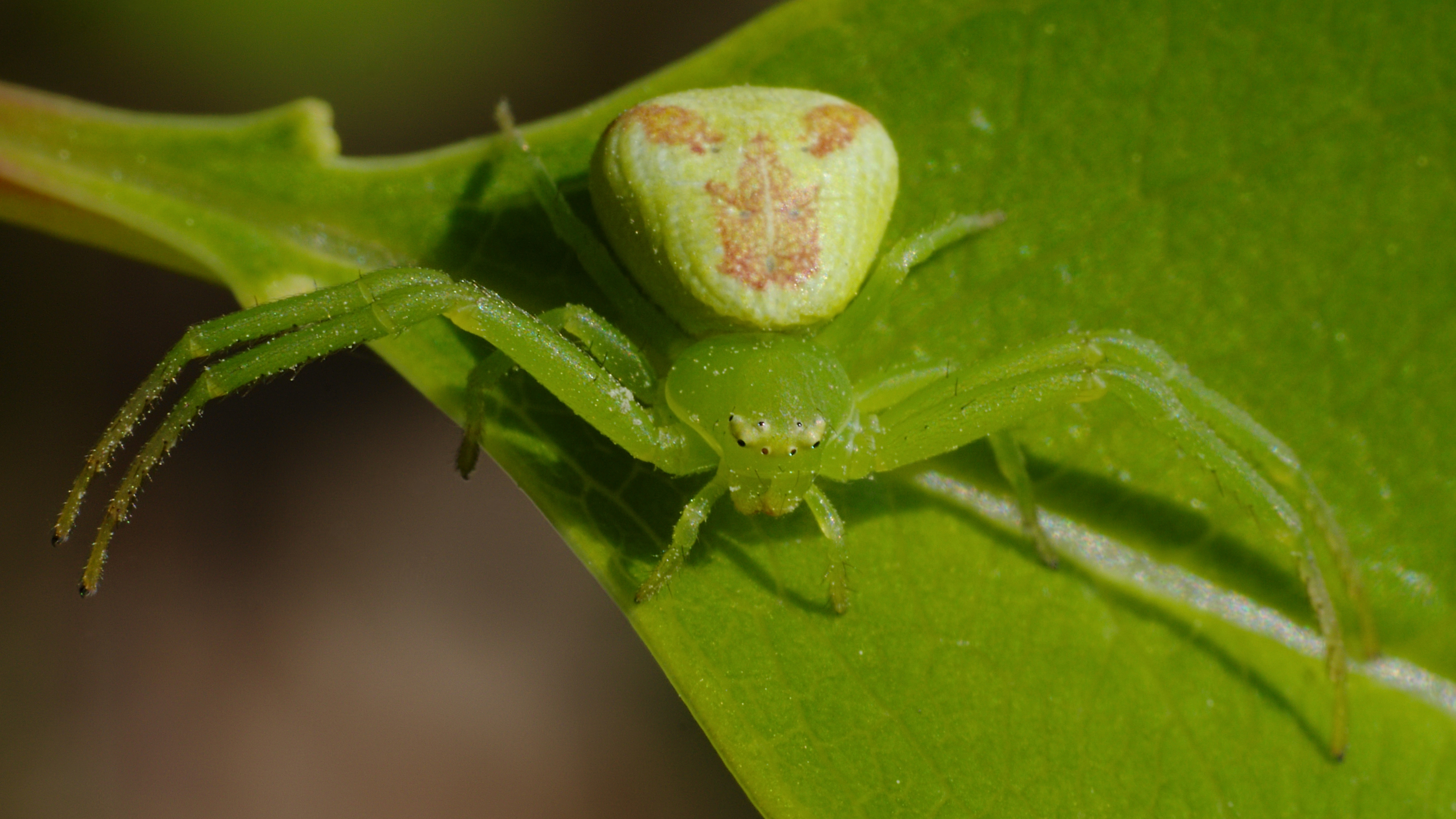
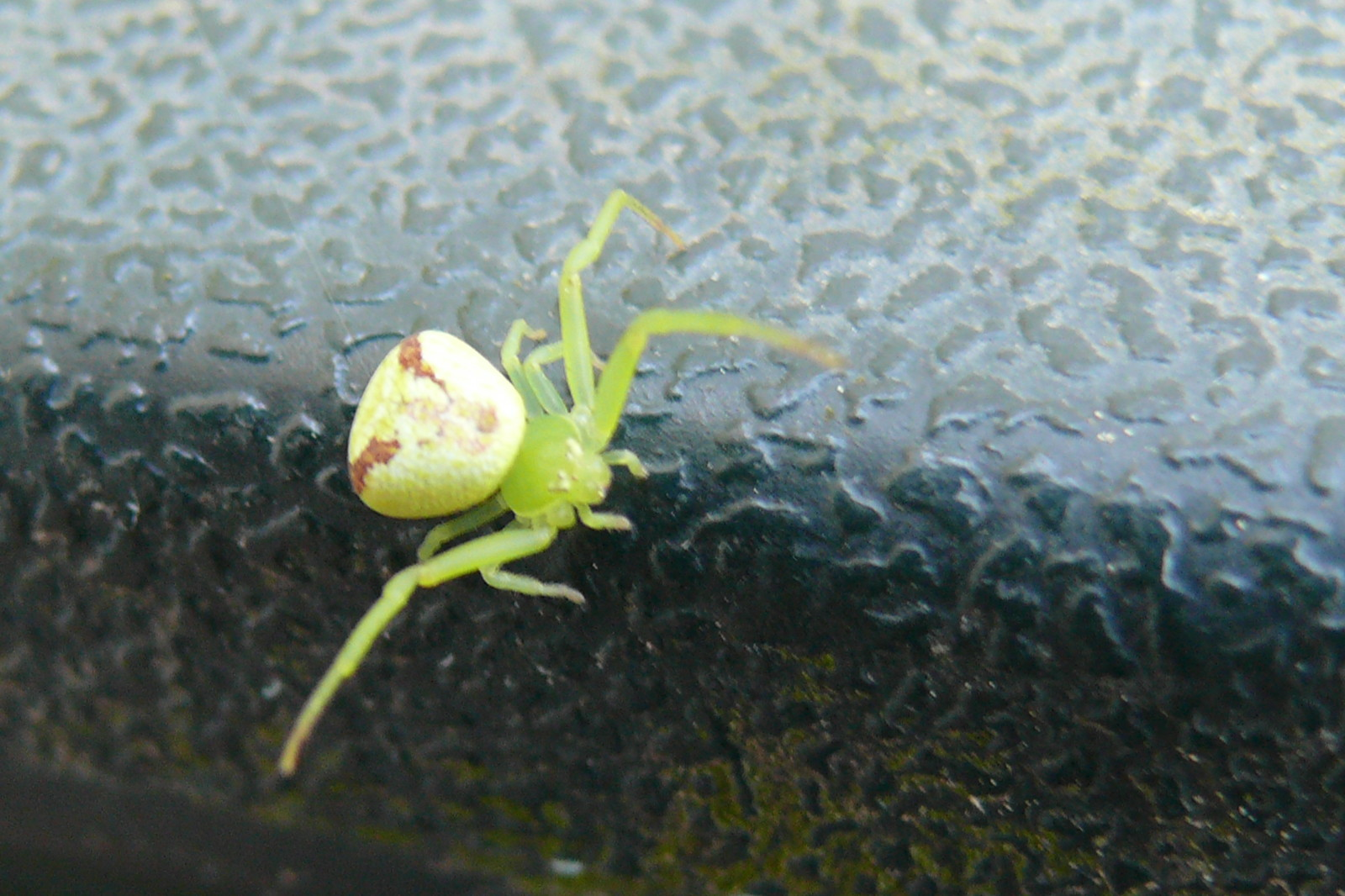